# Cornel Fugaru
Cornel Fugaru (n. 2 decembrie 1940, București – d. 13 iulie 2011, București) a fost un compozitor de muzică ușoară, solist vocal și instrumentist român, lider al formației Sincron (1964-1978).

## Biografie
Studiile muzicale le-a urmat la Conservatorul din București (1961-1966), cu Victor Iușceanu (teorie -solfegiu), Gheorghe Dumitrescu (armonie), Myriam Marbe (contrapunct), Ștefan Niculescu (forme muzicale), Dan Constantinescu (compoziție), Aurel Stroe (orchestrație), Ion Marian și Constantin Romașcanu (cor și dirijat coral), Adriana Sechelarie, Petre Brâncuși și Octavian Lazăr Cosma (istoria muzicii), Emilia Comișel (folclor), Afrodita Tănăsescu (pian).
Cornel Fugaru a participat la numeroase turnee în străinătate, a făcut parte din jurii naționale de concursuri de muzică ușoară, a susținut numeroase concerte și recitaluri la televiziune, a apărut ca interpret în filme (Opt minute de vis, 1966, regia Mihai Constantinescu; Opt exerciții de 625 de linii, 1967, film serial; Împușcături pe portativ, 1967, regia Cezar Grigoriu, film în care a jucat alături de Margareta Pâslaru) și a compus muzică de film pentru pelicule precum Brezaia, Cici, Cei 4 M, Oacă și Boacă etc.
Printre cele mai cunoscute piese compuse de el se numără „Spune-mi” - Monica Anghel, „Nu sunt sclavul tău”, „Eu nu mai sunt cel de ieri” - Aurelian Temișan, „Planeta albastră” - Margareta Pâslaru și Vlad Fugaru.. Dar una din melodiile pentru care Cornel Fugaru a rămas în inima ascultătorilor din România și de aiurea este, fără îndoială, „A venit toamna”.
Cornel Fugaru a colaborat foarte mult cu soția sa, Mirela Fugaru.

## Muzică de film
- Fata morgana (1981)
- Liceenii Rock'n'Roll (1991)

## Premii
- Premiul III la Festivalul Mondial al Tineretului și Studenților de la Sofia (1968);
- Premiul III la Festivalul Primăvara cântecului de la Poznan-Polonia (1978);
- Premiul juriului la Festivalul de muzică ușoară de la Mamaia (1983);
- Marele premiu la Festivalul de muzică ușoară de la Mamaia (1986);
- Premiile Uniunii Compozitorilor (1988, 1990, 1995);
- Premiul I la secția Baladă din South Pacific Internaional Song Contest - Australia (1997, 1998);
- Marele premiu la Song Festival Makfest - Macedonia (1997);
- Premiul III la Children Internațional Nile Song Festival - Cairo, Egipt (1998).[1]